# De Havilland Giant Moth
El De Havilland DH.61 Giant Moth fue un gran avión de transporte biplano monomotor británico de la década de 1920, construido por De Havilland en el aeródromo Stag Lane, Edgware. Destinados principalmente a su uso en Australia, algunos de ellos también fueron enviados a Canadá.

## Diseño

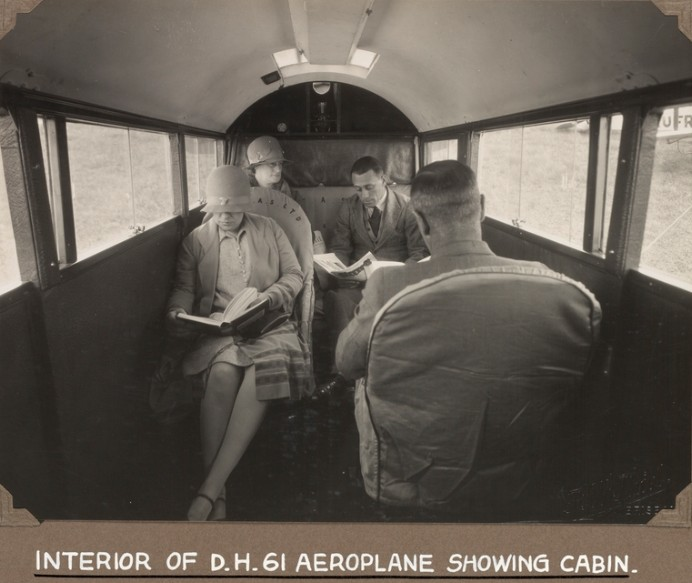
La cabina. QANTAS, 1929.

Tras el éxito del De Havilland DH.50J en Australia, se le pidió a la compañía que diseñara un reemplazo más grande utilizando un motor Bristol Jupiter. En el diseño del avión se tardó sólo 10 semanas y el prototipo voló por primera vez en diciembre de 1927. La cabina tenía espacio para seis a ocho pasajeros con el piloto en una cabina abierta detrás de las alas. Se construyeron un total de 10 aviones, incluido uno fabricado en Canadá a partir de componentes, y el resto provino de la línea de producción de Stag Lane.
Un vídeo de Pathé News afirma que fue el "primer avión comercial con alas plegables" y muestra a un solo hombre plegándolas.

## Historia operacional

### Australia y Nueva Guinea

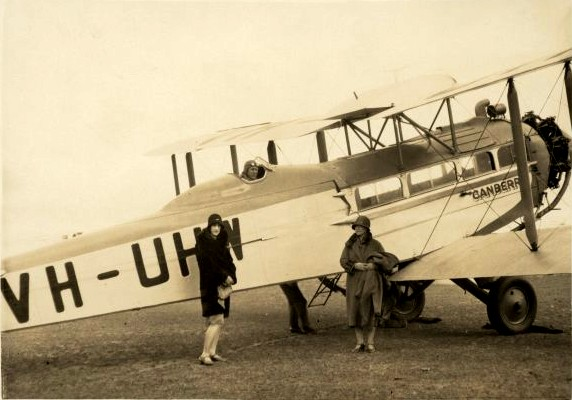
Les Holden en la cabina del Canberra, con pasajeros en el aeródromo de Mascot, hacia 1930.

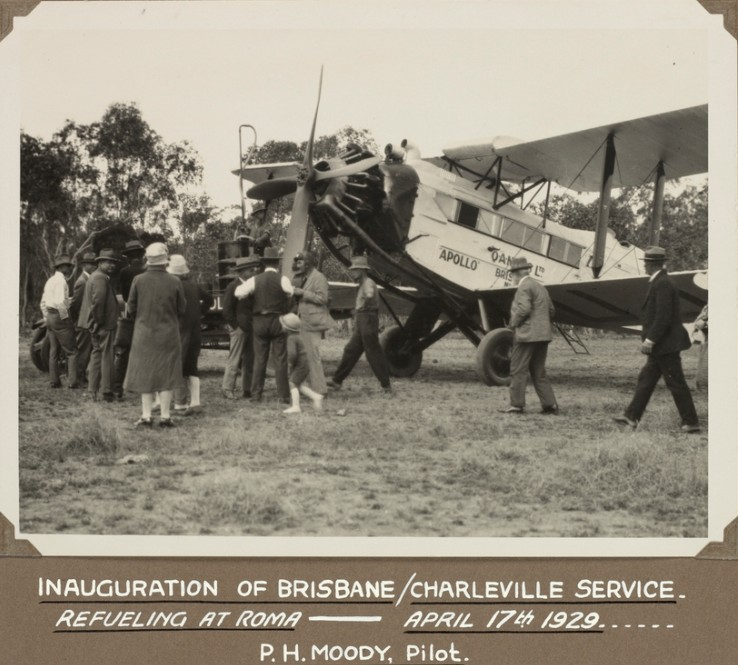
Giant Moth Apollo.

Después de los vuelos de pruebas en Inglaterra, el avión fue enviado a De Havilland Australia en Melbourne. Después del reensamblaje, el prototipo voló por primera vez el 2 de marzo de 1928 y fue utilizado en servicios regulares entre Adelaida y Broken Hill por MacRobertson Miller Aviation. El prototipo se llamó originalmente Canberra, que se usó como nombre de modelo hasta que se cambió a Giant Moth.
Otro ejemplar (matrícula G-AUHW) le siguió en noviembre de 1928, pero se estrelló en Cowes, Victoria, antes de ser entregado al comprador, Airgold Ltd. Después de las reparaciones, fue comprado por Les Holden en 1928 para su servicio chárter, con base en Mascot, Nueva Gales del Sur. Lo bautizó como Canberra. Ya convertido en un as de la aviación de la Primera Guerra Mundial, él (y el Canberra) aparecerían en las noticias el año siguiente.
En 1929, los pioneros de la aviación australianos Charles Kingsford Smith y Charles Ulm partieron en un monoplano trimotor Fokker F.VII llamado Southern Cross desde Sídney con destino a Inglaterra. Cuando se perdió el contacto por radio, se organizó una búsqueda. En abril de 1929, Australian National Airways o el Comité de Ayuda a los Ciudadanos de Sídney contrataron a Holden para unirse a la búsqueda. Simplemente llegar a la zona era difícil. Antes del vuelo de Sídney a Wyndham, se instalaron un depósito de gasolina adicional de 70 galones y una radio. Incluso con el depósito adicional, Holden tuvo que detenerse y buscar gasolina y aceite por el camino. El 4 o 5 de abril de 1929, Holden, el ingeniero de tierra del Aero Club F.R. Mitchell, el Dr. G.R. Hamilton y el operador de radio L.S.W. Stannage partieron a bordo del Canberra. Según un artículo de periódico, Holden voló un total de 14 500 km y estuvo en el aire durante 100 horas, antes de avistar el avión desaparecido en un lodazal cerca del río Gleneig. La tripulación del Southern Cross fue rescatada, aunque otros dos buscadores perdieron la vida.
QANTAS adquirió dos Giant Moth, Apollo (G-AUJB) y Diana (G-AUJC), en abril y mayo de 1929, respectivamente. Fueron los primeros aviones de QANTAS equipados con aseos. La aerolínea los retiró del servicio en 1935 porque los motores Bristol Jupiter XI no eran fiables. El Apollo se vendió ese año y se estrelló cerca de Mubo, Nueva Guinea, el 9 de mayo de 1938.

### Canadá
Tres aviones para Canadá (G-CAPG), (G-CARD) y (G-CAJT) fueron equipados con flotadores Short Brothers en Rochester antes de que uno fuera entregado a Canadian Vickers. Esta aeronave (G-CAJT) fue enviada a Western Canada Airlines Ltd. en régimen de alquiler. Durante un vuelo de pruebas el 23 de octubre de 1928, el Giant Moth sufrió daños estructurales en el aire y se estrelló en Calgary, Alberta, en un accidente no fatal. Los otros DH.61 continuaron volando en Ontario realizando operaciones de extinción de incendios. Un avión Giant Moth (CF-OAK) fue modificado a partir de piezas y voló con un motor Pratt & Witney Hornet.

### Reino Unido
Geraldine (G-AAAN) fue comprado por el Daily Mail para transportar a un fotógrafo y a su motocicleta por el Reino Unido. El avión aterrizaría en el aeródromo más cercano a la historia. Este avión también estaba equipado con una cámara oscura para revelar las fotografías en el viaje de regreso. Posteriormente fue vendido a National Flying Services y rebautizado como Leone. Western Australian Airways lo adquirió a principios de la década de 1930 y prestó servicio en Australia Occidental entre 1931 y 1935. Cuando la aerolínea atravesó dificultades financieras, el Giant Moth fue vendido a New Guinea Airlines. El G-AAAN se estrelló el 20 de agosto de 1935, mientras aterrizaba en Wau, Nueva Guinea.
El avión Youth of Britain (G-AAEV), modificado para transportar a 10 pasajeros, fue utilizado por Sir Alan Cobham en una gira promocional de aviación por el Reino Unido que duró 21 semanas y finalizó el 7 de octubre de 1929. Cobham voló 97 000 km, visitó 110 ciudades y transportó a 40 000 pasajeros, incluidos 10 000 escolares de forma gratuita. Entre aquellos que experimentaron su primer vuelo en el Giant Moth de Cobham se encontraba Eric Lock, que se convirtió en un as de combate de la Real Fuerza Aérea durante la Batalla de Inglaterra. Después de la gira, Cobham vendió el Giant Moth a Imperial Airways, para usarlo en vuelos de reconocimiento. Su uso duró poco; el G-AAEV se perdió en un aterrizaje forzoso de Charles Wolley-Dod el 19 de enero de 1930.

## Operadores
Australia
- Guinea Airways Ltd.
- Holden Air Transport Ltd.
- MacRobertson Miller Airlines
- Qantas
- West Australian Airlines Ltd.

 Brasil
- Varig

 Canadá
- London Air Transport Ltd.
- Ontario Provincial Air Services
- Western Canada Airways Ltd.

 Colombia
- Avianca

 Reino Unido
- Alan Cobham Aviation Ltd.
- Associated Newspapers Ltd.
- Imperial Airways Ltd.
- National Flying Services Ltd.

## Especificaciones
Referencia datos: British civil aircraft since1919 : Volume Two

### Características generales
- Tripulación: Uno (piloto)
- Capacidad: 6 pasajeros
- Longitud: 11,9 m (39 ft)
- Envergadura: 15,9 m (52 ft)
- Altura: 3,7 m (12 ft)
- Superficie alar: 56,9 m² (612,5 ft²)
- Perfil alar: RAF 15
- Peso vacío: 1656 kg (3649,8 lb)
- Peso cargado: 3175 kg (6997,7 lb)
- Planta motriz: 1× motor radial de 9 cilindros refrigerado por aire Bristol Jupiter XI.
  - Potencia: 370 kW (510 HP; 503 CV)
- Hélices: De cuatro palas de paso fijo de madera

### Rendimiento
- Velocidad máxima operativa (Vno): 212 km/h (132 MPH; 114 kt)
- Velocidad crucero (Vc): 180 km/h (112 MPH; 97 kt)
- Alcance: 1050 km (567 nmi; 652 mi)
- Techo de vuelo: 5500 m (18 045 ft)
- Régimen de ascenso: 4,6 m/s (906 ft/min)

## Aeronaves relacionadas

### Secuencias de designación
- Secuencia DH._ (interna de De Havilland): ← DH.58 - DH.59 - DH.60 - DH.61 - DH.62 - DH.63 - DH.64 →